# Немодлинский замок
Немодлинский замок (пол. Zamek w Niemodlinie, нем. Schloss Falkenberg) — позднеренессансное здание с барочными и остаточными готическими элементами, расположенное в городе Немодлине Опольского повята Опольского воеводства в Польше.

## История

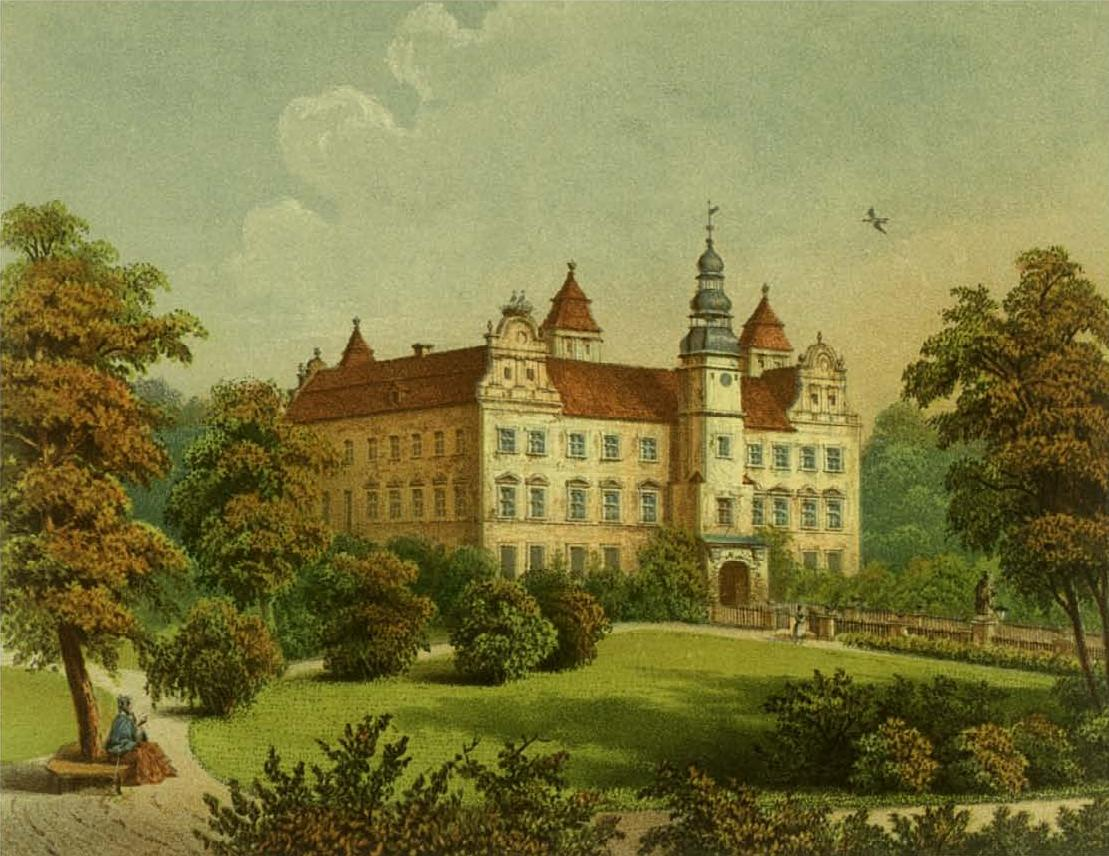
Изображение замка во второй половине XVIII века. Из собрания Александра Дункера

В 1313 году князь Болеслав Первородный, сын опольского князя Болеслава I, построил на месте укреплений, которые предположительно существовали здесь ещё с XIII века, низменный каменный замок. Старая готическая постройка полностью слилась с позднейшими ренессансными стенами, поэтому её внешний вид невозможно воспроизвести. В юго-западном крыле замка видны остатки так называемой готической зендрувки (частично остекленевший при обжиге кирпич).
За свою долгую историю замок несколько раз разрушали и перестраивали. Так, его уничтожили гуситы в 1428 году, впоследствии он пострадал в результате пожара в 1552 году, а в 1643 году был поврежден во время Тридцатилетней войны. Дотла сожженный после пожара в 1552 году, замок перешёл в качестве залога к графу фон Логау, который продал его, вместе со всем городом, Каспару фон Пюклеру. Тот, в 1581 году, начал восстановление замка, которое продолжалось до 1591 года.
Резиденция строилась поэтапно (1573—1577, 1589—1592, 1610), строительство проводил род Пюклеров, а позднее (с XVII века) — Промницев. Четырёхкрылая постройка располагалась вокруг прямоугольного двора, окруженного аркадами. После 1787 года, по инициативе нового владельца, графа Яна II Непомука фон Прашмы, был изменён дизайн интерьеров замка, сделаны многочисленные изменения на отдельных этажах здания. В XIX веке были замурованы аркады первоначальных клуатров и перестроена часовня.
Особенно характерным является силуэт надбрамной башни, украшенный сграффито. Сохранились также элементы декораций (стукко, ренессансный камин в зале южного крыла, орнаменты цилиндрического свода). Также сохранился каменный мост, украшенный статуями святых.
Владельцем замка в Немодлине до 1945 года был граф Фридрих Леопольд Прашма.
После Второй мировой войны замок был резиденцией Государственного ведомства по репатриации, лицея, школы для унтер-офицеров. Позже, в течение 10 лет, был заброшен. В 1990 году разрушенный объект приобрел частный инвестор. В 2006 году владельцем замка стал Институт творчества из Лодзи.

## Современность
В 2015 году замок в Немодлине перешёл в собственность общества «Centrum» из Лодзи, которая открыла его для посещения туристами и осуществляет его реконструкцию.
В рамках ревитализации замка, в апреле 2017 года, в одной из его зал была создана имитация «Янтарной комнаты» для напоминания о том, что вблизи замка пролегала часть янтарного пути.
Замок, благодаря промо-кампании и новым достопримечательностям — таким как средневековая комната пыток, имитация янтарной комнаты, пиры и рыцарские представления — стал одним из самых популярных туристических объектов Опольского воеводства. Также ведутся работы по сохранению и восстановлению памятника. В 2016 году, при финансовой поддержке польского Министерства культуры и национального наследия, была заменена кровля. Также планируется замена всех окон, реновация фасадов. Реконструкция, в соответствии с инновационной концепцией, должна отражать этапы строительства и расширения замка.
На протяжении последнего времени замок неоднократно становился лауреатом различных туристических премий и конкурсов.

## Галерея

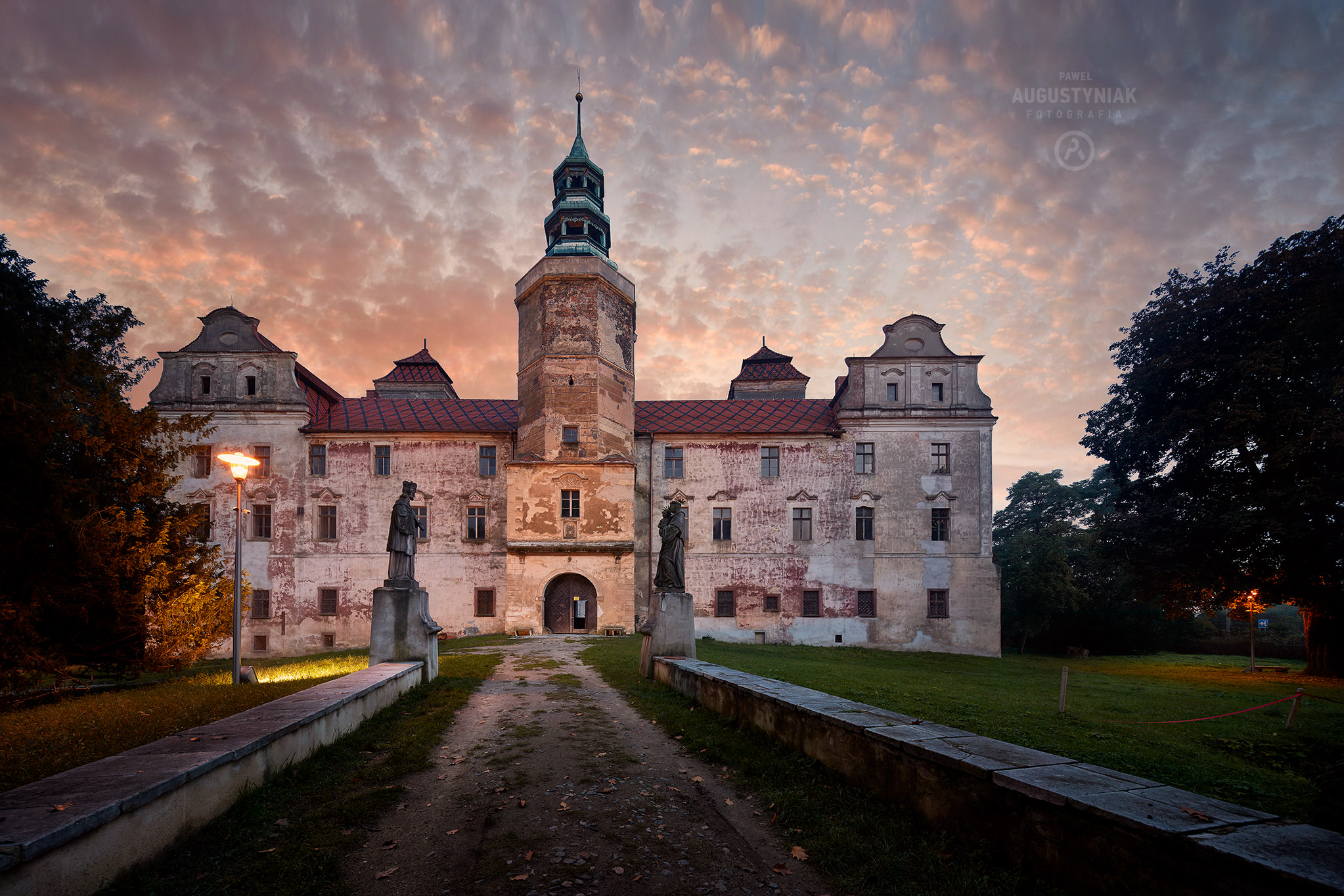
Аллея к замку
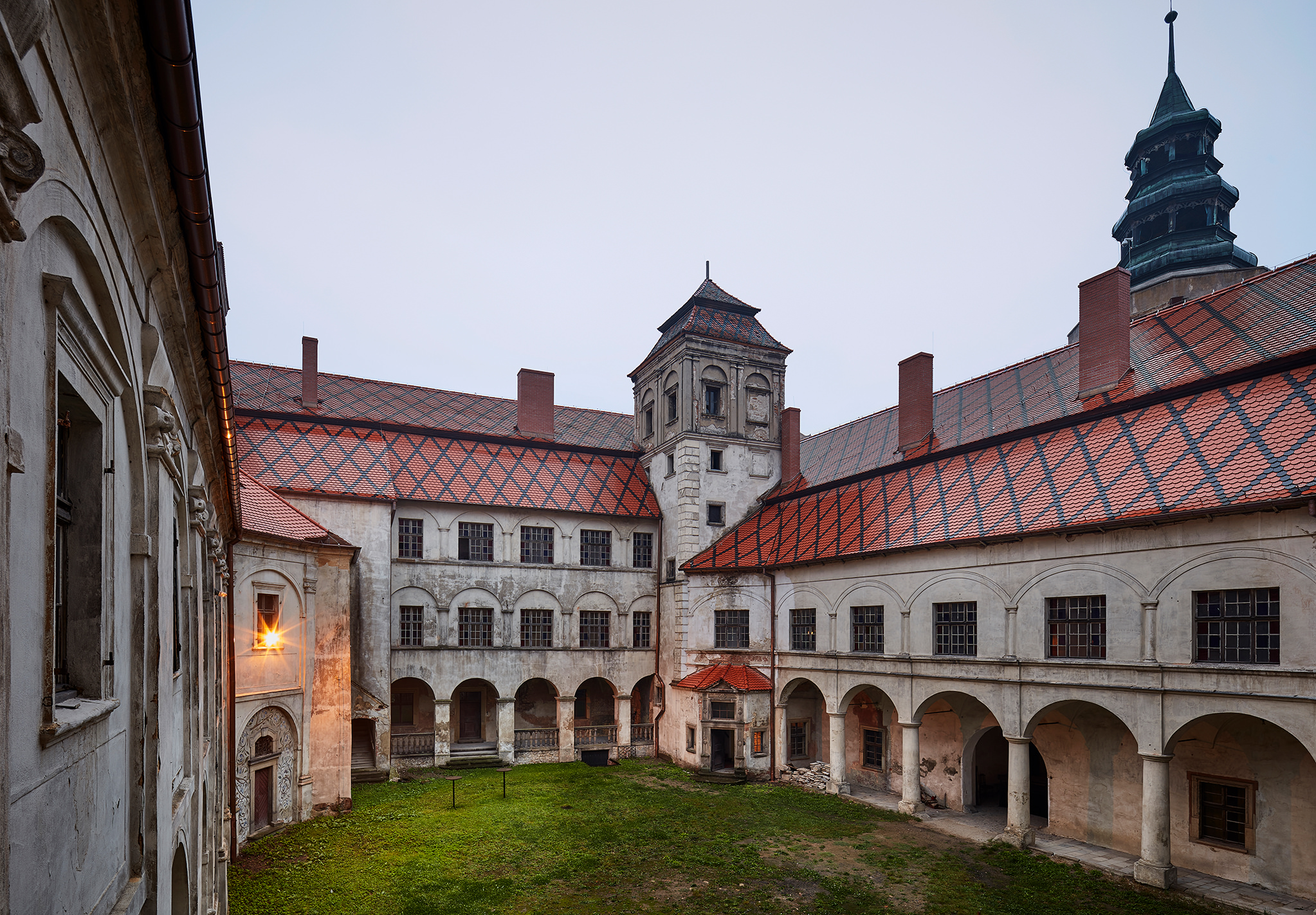
Замковый двор
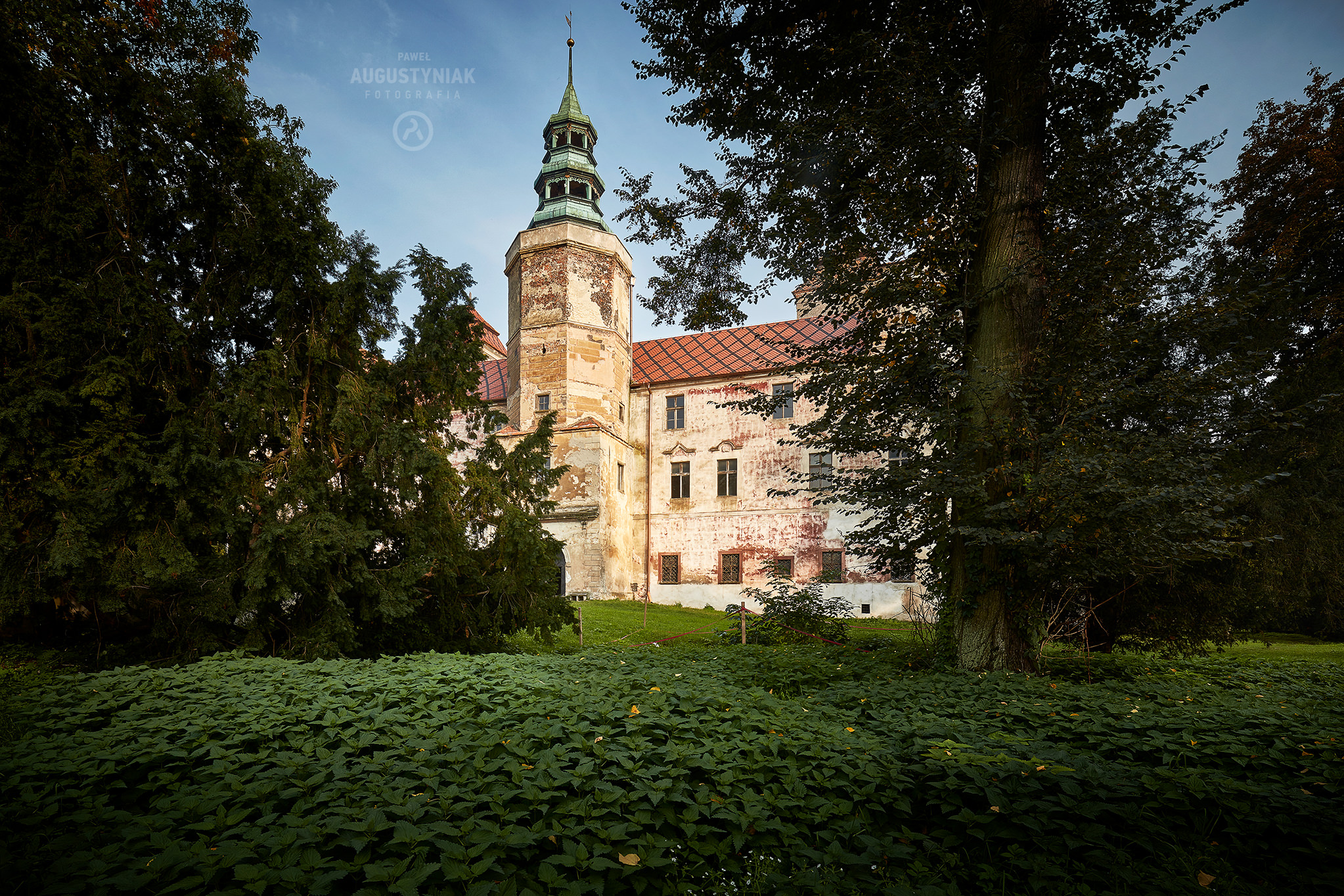
Вид замка
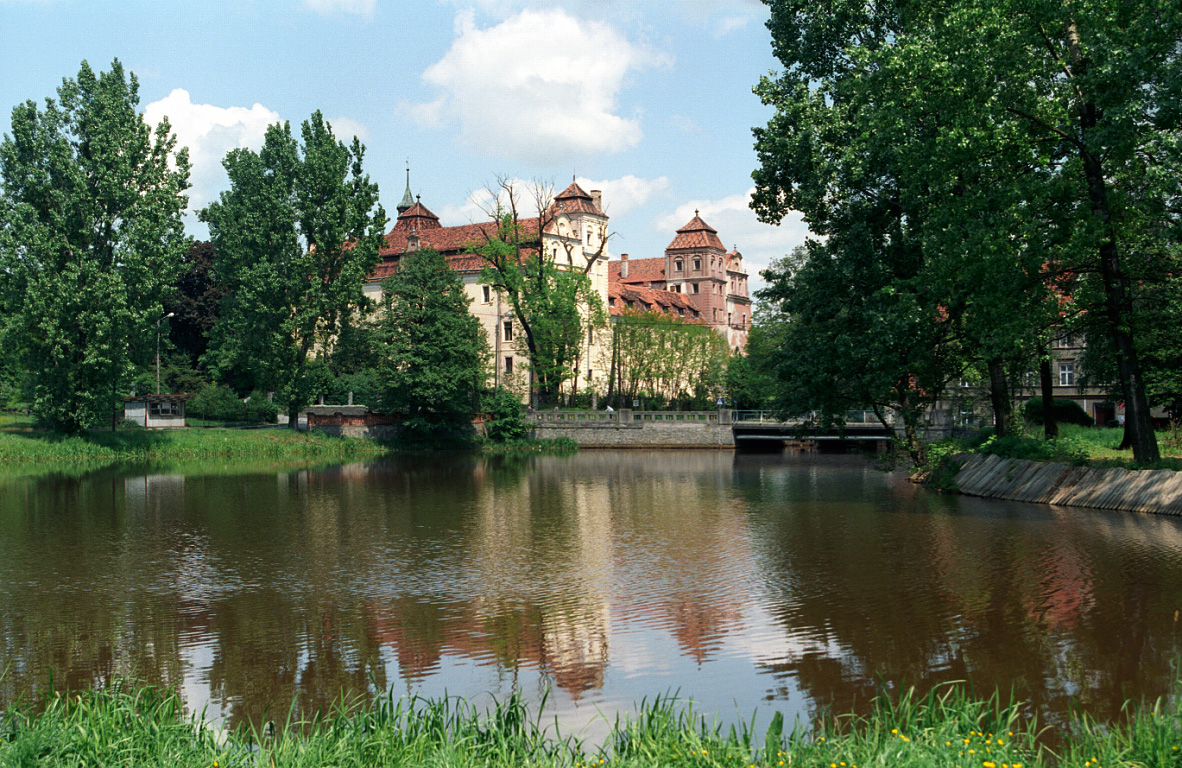
Вид замка с водоемом
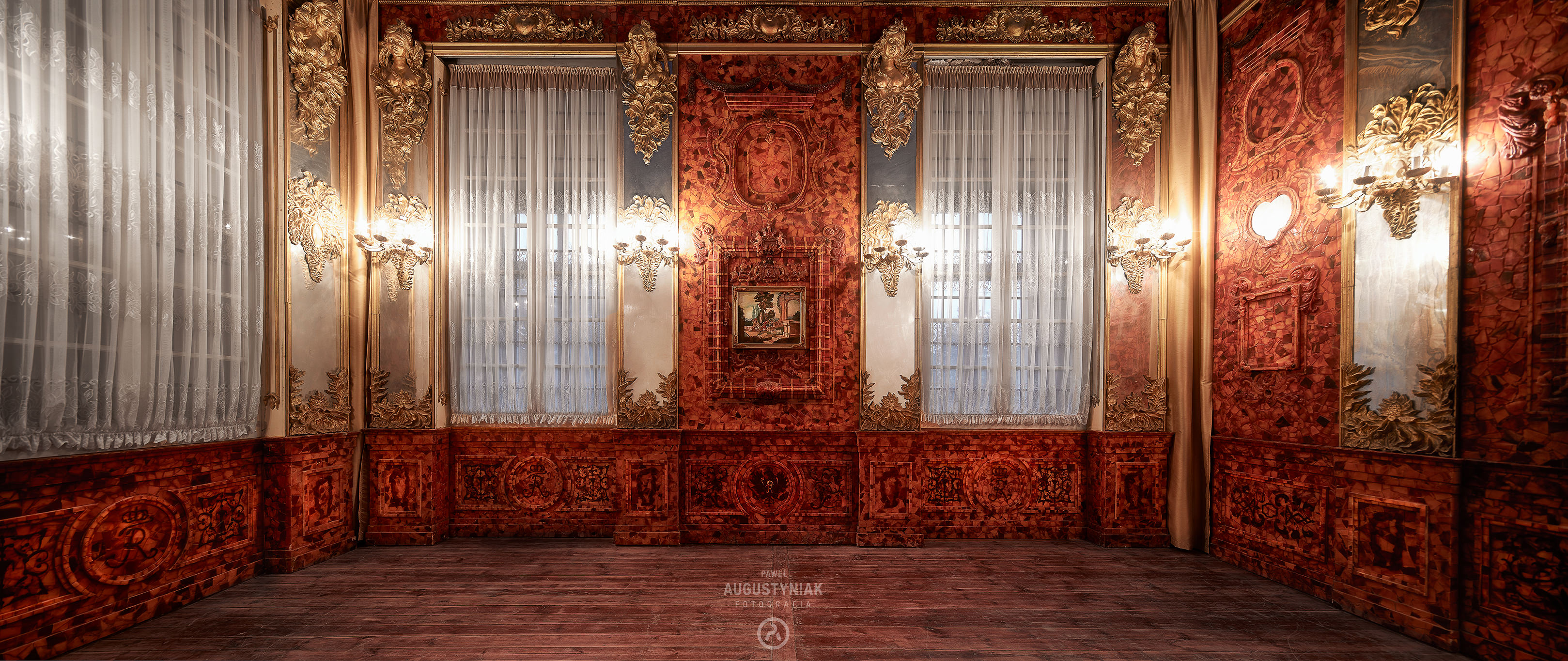
Янтарная комната